# 京成中山駅
京成中山駅（けいせいなかやまえき）は、千葉県船橋市本中山一丁目にある、京成電鉄本線の駅である。駅番号はKS18。

## 概要
当駅は、関東日蓮宗大本山として知られる中山法華経寺まで続く参道に位置する門前町へ繋がる駅である。参道では定期的に歩行者天国も実施しており、また正月や節分の際は大勢の参拝客で賑わう。
東日本旅客鉄道（JR東日本）総武本線（総武緩行線）下総中山駅へは北側約300メートル（徒歩約4分）の場所に位置しているが、両駅間において連絡定期券発売は実施していない。

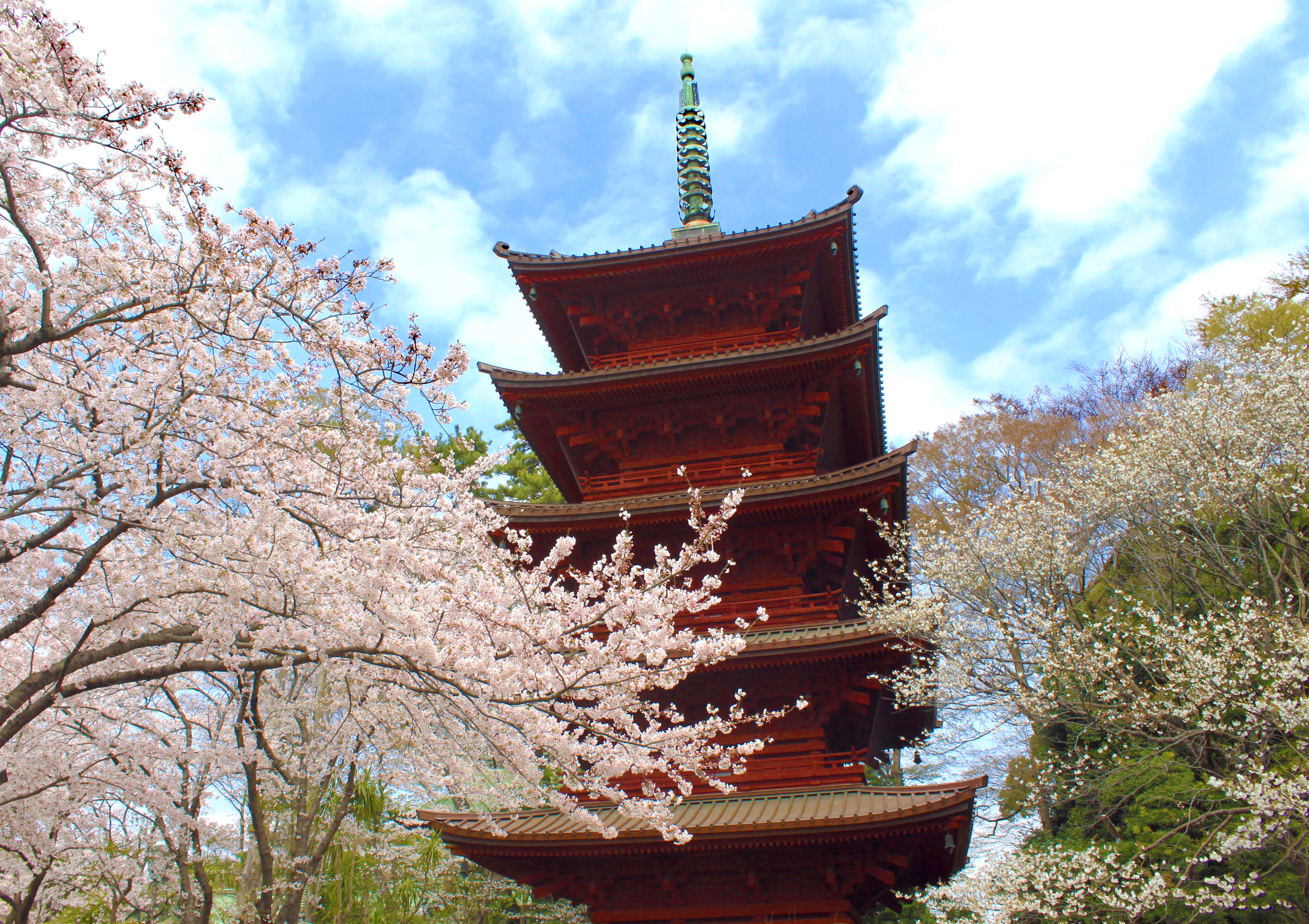
当駅最寄である法華経寺（五重塔 国の重要文化財）
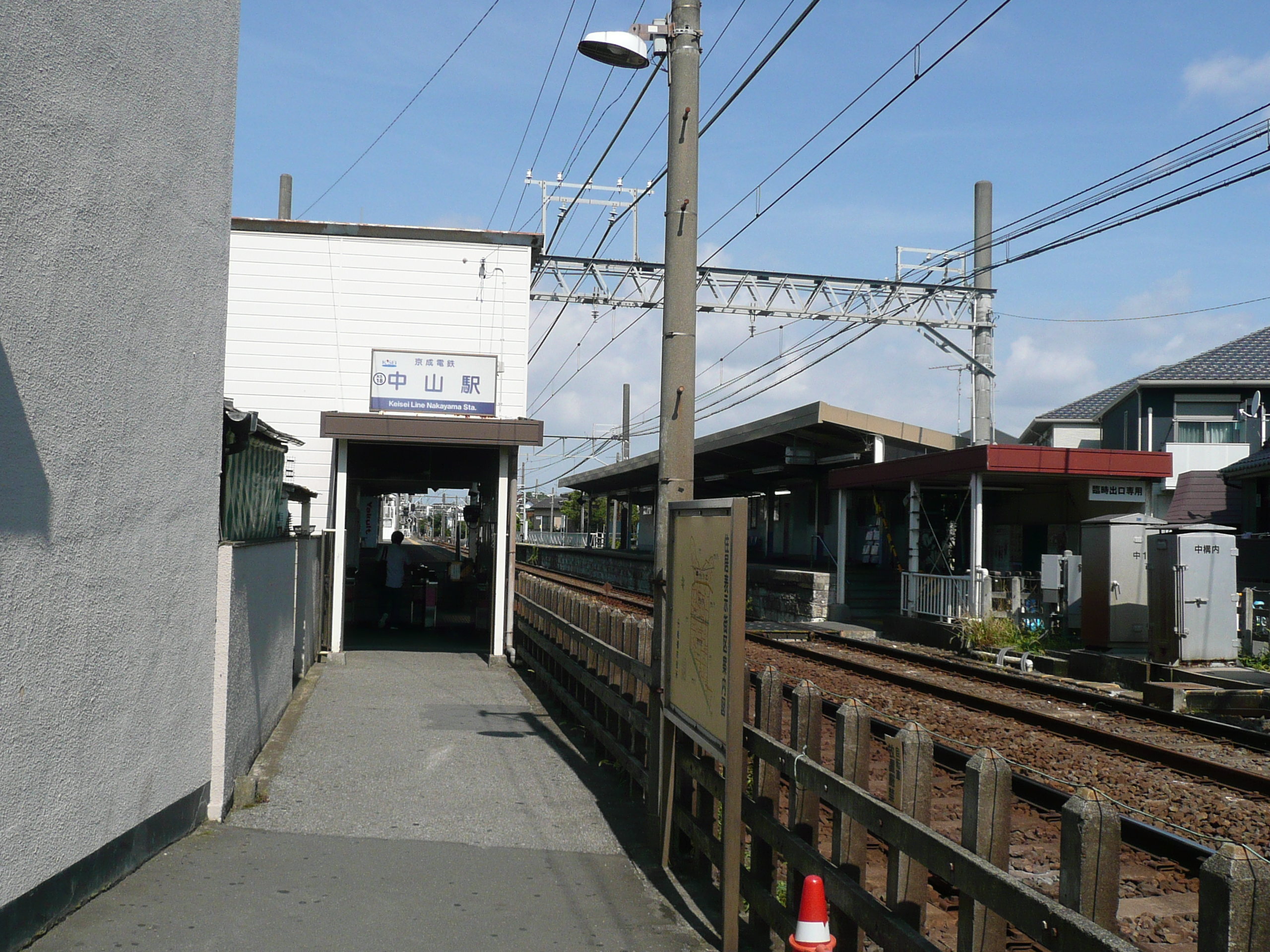
駅名看板更新前の駅舎（2013年8月18日）

## 歴史
当駅は、約100年前の姿を残す大谷石を積み重ねたホームとなっている。中山まちづくり協議会は、2005年（平成17年）に当駅の駅名を中山法華経寺駅に改名の要望書を京成電鉄側に提出している。

### 年表
- 1915年（大正4年）11月3日：中山駅（なかやまえき）として開設。
- 1931年（昭和6年）11月18日：京成中山駅（けいせいなかやまえき）へ改称。
- 1957年（昭和32年）12月1日：通勤急行・準急の停車駅より除外[5]。
- 2025年（令和7年）3月20日：上り線側（京成上野方面）の新駅舎及び改札口の供用開始[6]。

## 駅構造
相対式ホーム2面2線を有する地上駅。ホーム両側に踏切があり、ホーム有効長は6両分しかない。
改札口は南側ホーム端にあるが、北側ホーム端にも臨時改札口がある。自動改札機設置。臨時改札口は主に初詣期間中に使われていたとされている。東中山駅寄りに南側の1番線ホームより北側にある2番線ホームへ渡るための構内踏切があることも特徴で、跨線橋はない。トイレは2番線ホーム側にある。22時以降は駅員不在となるため、インターホンが設置されている。

### のりば
| 番線 | 路線     | 方向 | 行先                                                             |
| ---- | -------- | ---- | ---------------------------------------------------------------- |
| 1    | 京成本線 | 上り | 京成高砂・青砥・日暮里・京成上野・押上・ 都営浅草線・ 京急線方面 |
| 2    | 京成本線 | 下り | 京成船橋・京成津田沼・ 成田空港・京成千葉・ 松戸線方面           |

- 上記路線名は成田空港線開通後の旅客案内名称に基づいている。

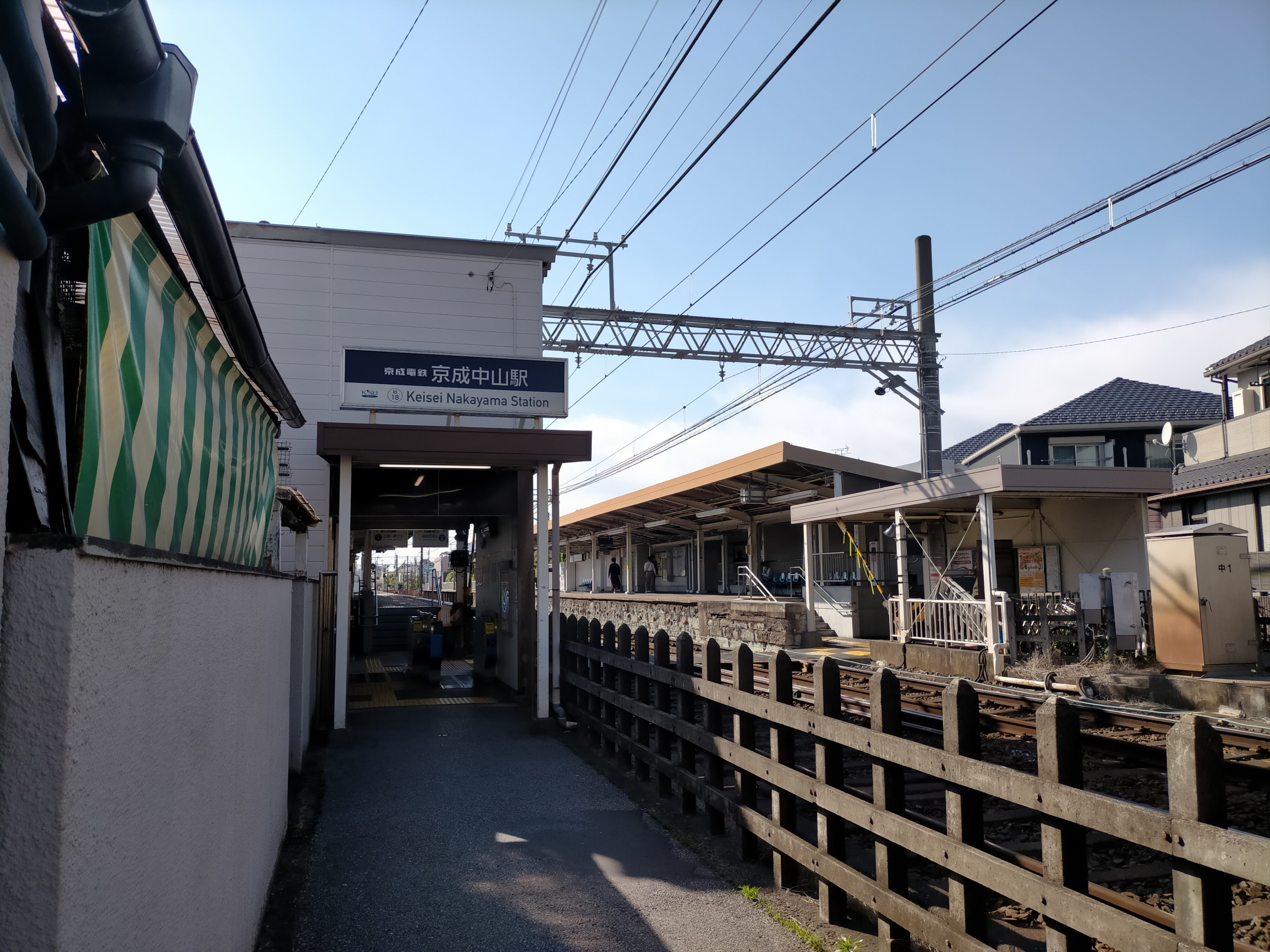
建替え前の駅舎（2021年5月）
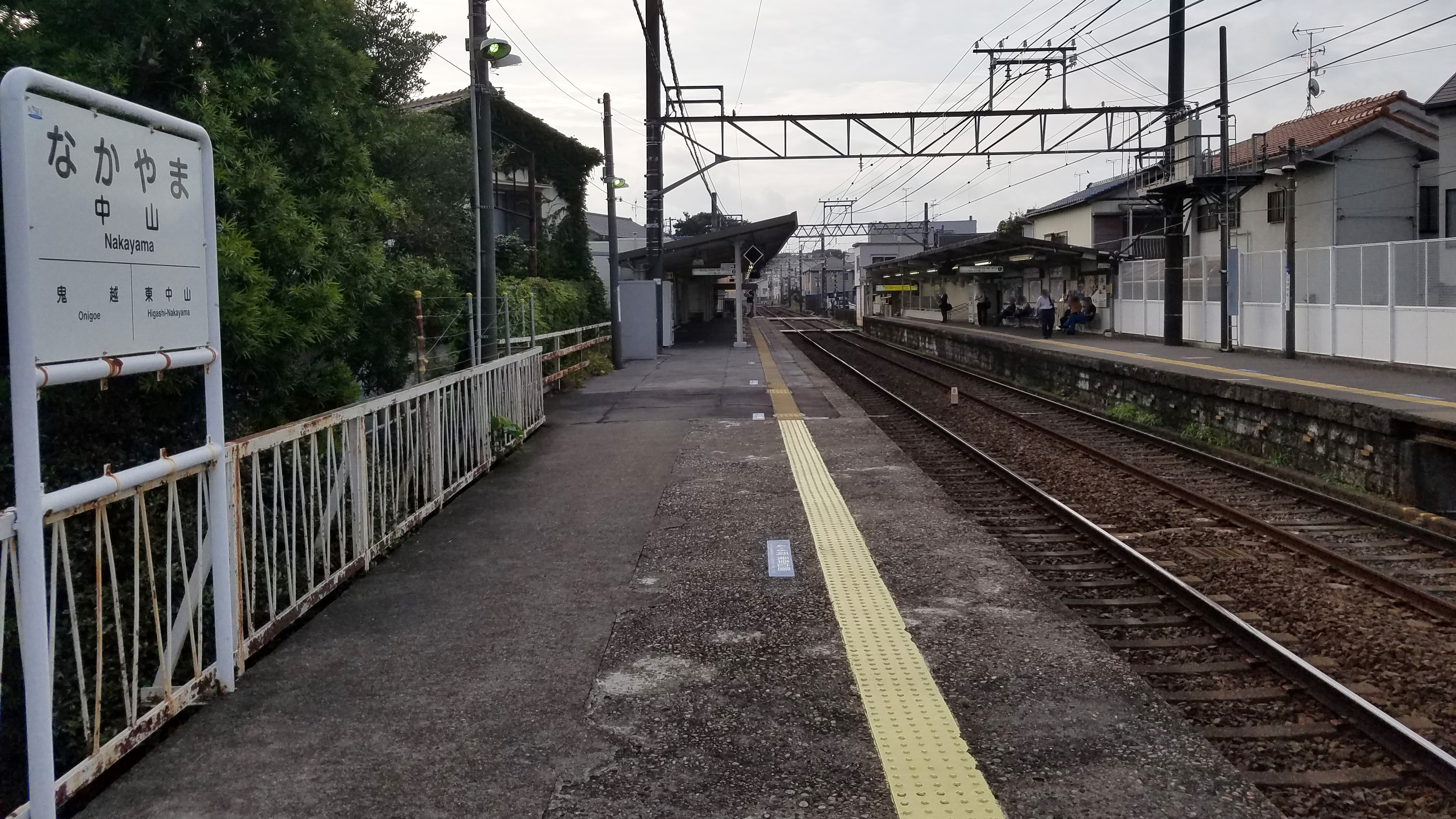
ホーム（2017年8月）
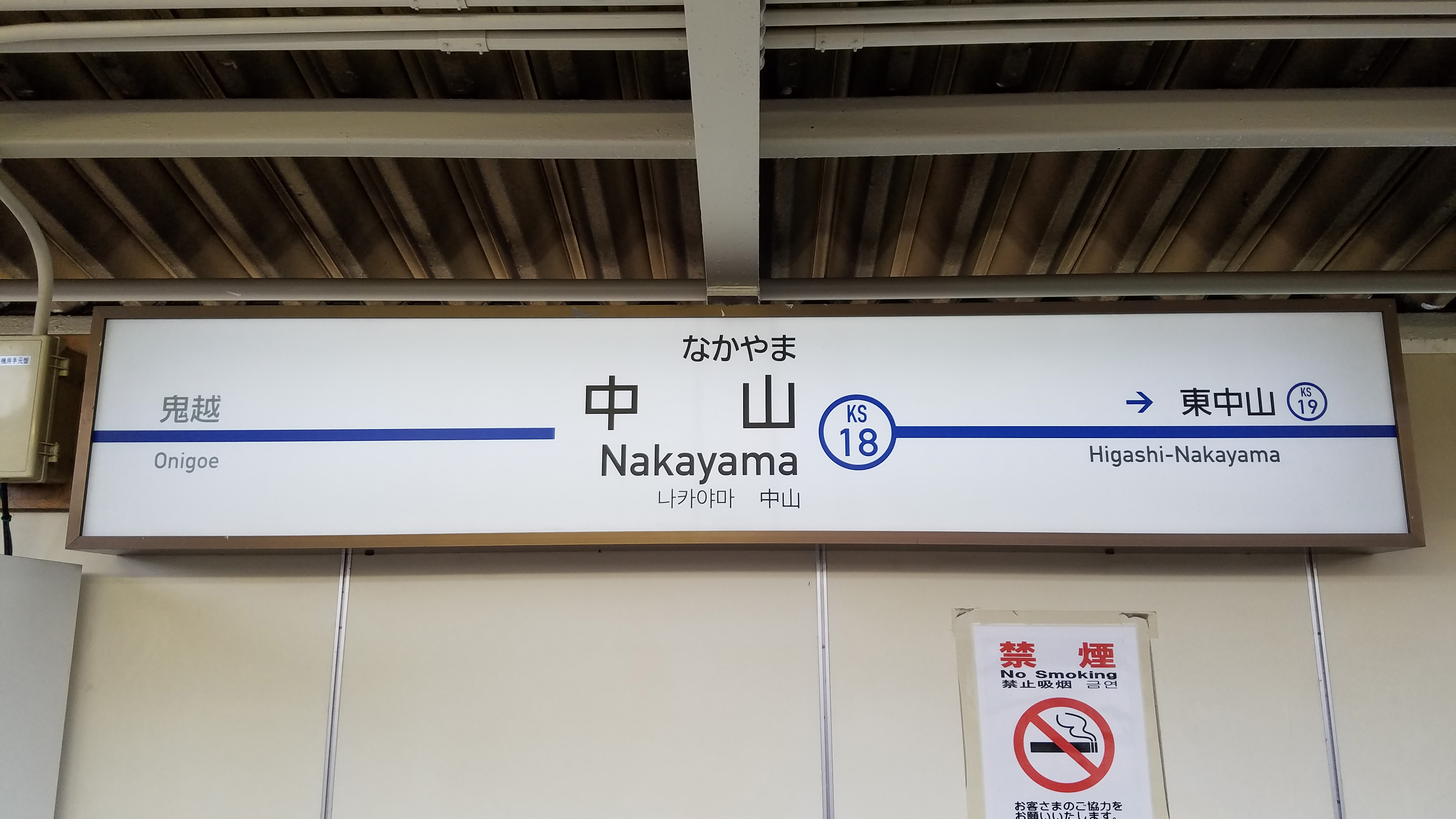
2番線駅名標（2017年8月）

## 利用状況
2024年度（令和6年度）の1日平均乗降人員は3,681人である。
近年の1日平均乗降・乗車人員の推移は以下の通り。
| 年度               | 1日平均 乗降人員 | 1日平均 乗車人員 |
| ------------------ | ---------------- | ---------------- |
| 1998年（平成10年） |                  | 2,121            |
| 1999年（平成11年） |                  | 2,069            |
| 2000年（平成12年） |                  | 2,011            |
| 2001年（平成13年） |                  | 2,013            |
| 2002年（平成14年） |                  | 1,986            |
| 2003年（平成15年） | 4,013            | 2,007            |
| 2004年（平成16年） | 3,976            | 1,986            |
| 2005年（平成17年） | 3,995            | 1,995            |
| 2006年（平成18年） | 4,062            | 2,032            |
| 2007年（平成19年） | 3,889            | 1,951            |
| 2008年（平成20年） | 3,820            | 1,924            |
| 2009年（平成21年） | 3,742            | 1,882            |
| 2010年（平成22年） | 3,666            | 1,837            |
| 2011年（平成23年） | 3,515            | 1,758            |
| 2012年（平成24年） | 3,628            | 1,801            |
| 2013年（平成25年） | 3,665            | 1,825            |
| 2014年（平成26年） | 3,616            | 1,806            |
| 2015年（平成27年） | 3,747            | 1,874            |
| 2016年（平成28年） | 3,780            | 1,899            |
| 2017年（平成29年） | 3,787            | 1,902            |
| 2018年（平成30年） | 3,779            | 1,891            |
| 2019年（令和元年） | 3,766            | 1,881            |
| 2020年（令和02年） | 2,960            | 1,486            |
| 2021年（令和03年） | 3,168            | 1,592            |
| 2022年（令和04年） | 3,427            | 1,728            |
| 2023年（令和05年） | 3,588            | 1,802            |
| 2024年（令和06年） | 3,681            | 1,849            |

## 駅周辺
駅北西側には市川市との市域がある。JR総武線の下総中山駅は、当駅から南に約300メートル（徒歩約4分程度）の場所に位置する。駅南側には京葉道路、国道14号（千葉街道）、県道283号、駅西側には県道59号、駅東側には県道203号が通る。

### 駅北側

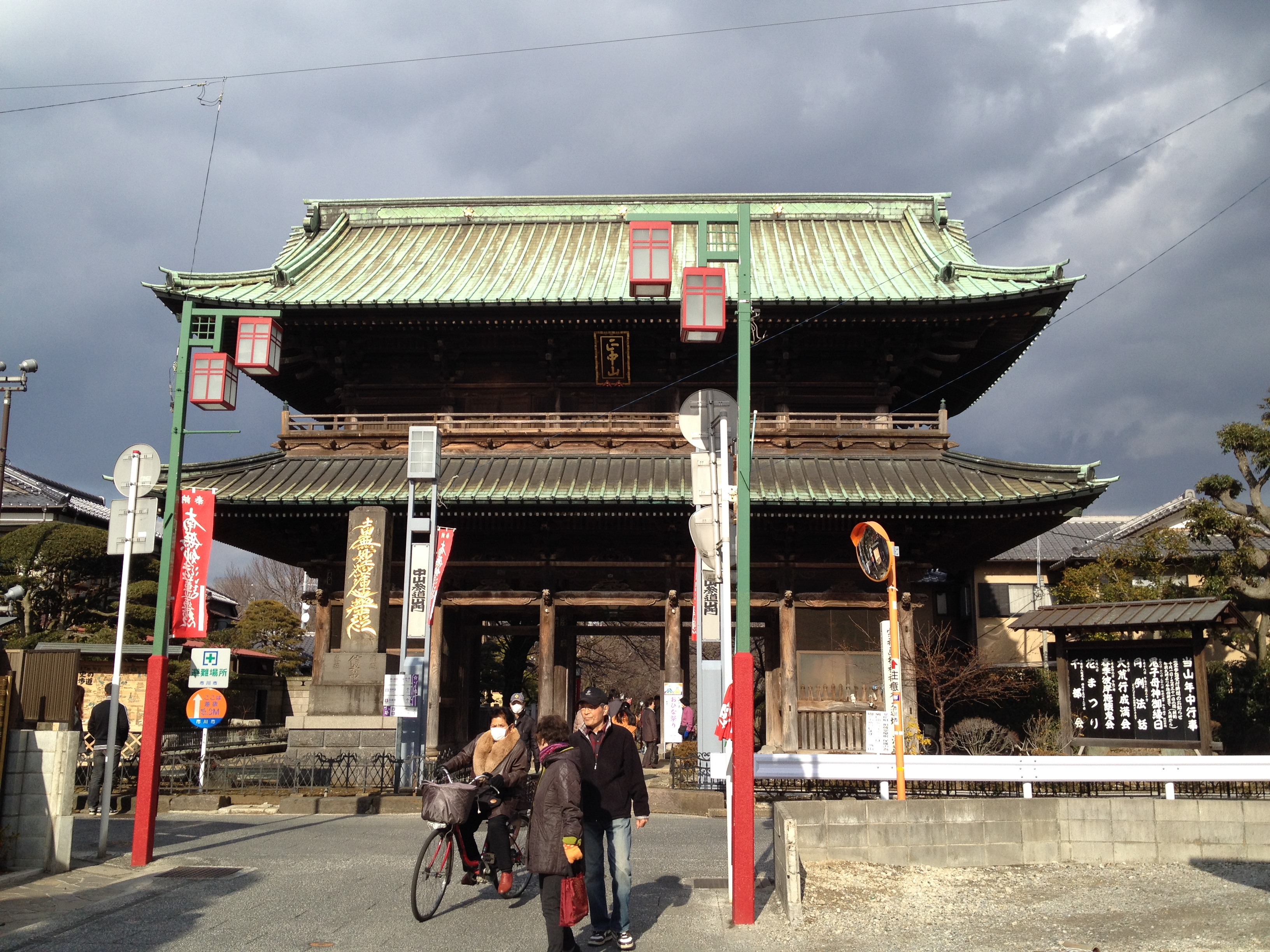
法華経寺仁王門（赤門）

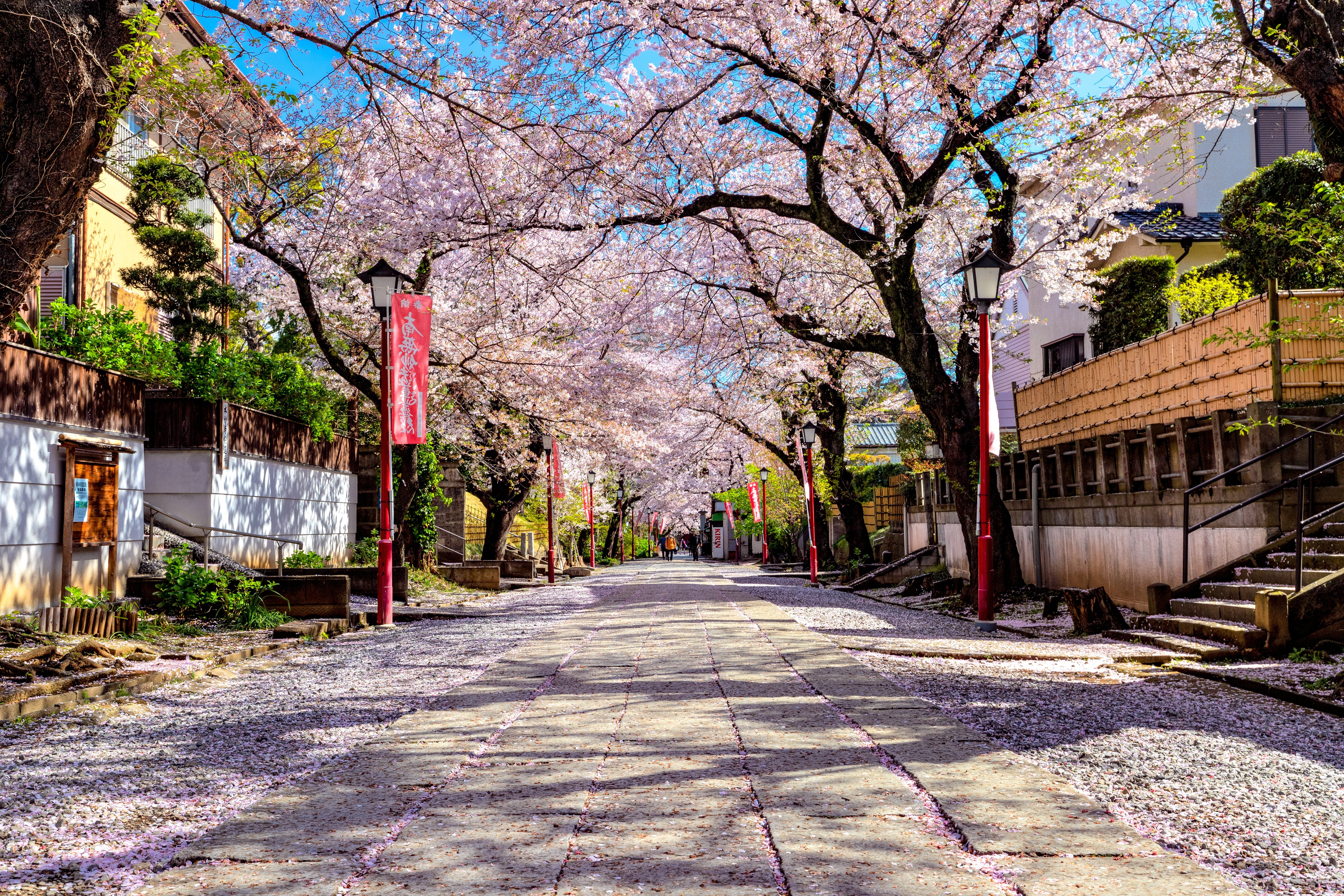
法華経寺 参道の桜並木

- 市川市役所 中山窓口連絡所
- 市川市東消防署 中山出張所
- 東山魁夷記念館
- 市川市立中山小学校
- 市川市立第四中学校
- 中山病院
- 山口製パン 本社
- 法華経寺（中山法華経寺）
- 清華園

### 駅南側
- 船橋市西部公民館
- 船橋警察署 中山駅前交番
- 中山駅前郵便局
- 千葉銀行 中山支店
- 千葉興業銀行 中山支店
- ミレニティ中山（マルエツなどの専門店とマンションの複合施設）
- プラザなかやま（マツモトキヨシなどが入る商業ビル）
- 西友下総中山店
- ジェーソン下総中山店
- アイサダ・スーパーマーケット
- ココカラファイン下総中山店
- 小栗原蓮池公園

## バス路線
| のりば     | 系統   | 主要経由地                           | 行先                 | 運行会社               | 備考       |
| ---------- | ------ | ------------------------------------ | -------------------- | ---------------------- | ---------- |
| 中山駅入口 | 中山01 | 若宮小学校・船橋法典駅入口・市営霊園 | 保健医療福祉センター | 京成バス千葉セントラル | 平日のみ   |
| 中山駅入口 | 中山01 | 若宮小学校・船橋法典駅入口           | 市営霊園             | 京成バス千葉セントラル |            |
| 中山駅入口 | 中山01 | 下総中山駅                           |                      | 京成バス千葉セントラル |            |
| 中山駅入口 | 中山01 | 下総中山駅                           | 西船橋駅             | 京成バス千葉セントラル | 1日1本のみ |

## 隣の駅
京成電鉄
 本線
■快速特急・■特急・■通勤特急・■快速
通過
■普通
鬼越駅 (KS17) - 京成中山駅 (KS18) - 東中山駅 (KS19)